# 原口あきまさ
原口 あきまさ（はらぐち あきまさ、1975年〈昭和50年〉11月3日 - ）は、日本のものまねタレント、お笑いタレント、YouTuber。福岡県北九州市出身。ケイダッシュステージ所属。本名は原口 晶匡（読み同じ）。専門学校東京アナウンス学院卒業。

## 来歴
常磐高等学校に剣道のスポーツ推薦で入学。剣道二段。しかし剣道部は高1で退部、時間の余った原口が友人3人組で訪れた北九州市民球場で、福岡ダイエーホークスの応援団から声をかけられ、高2から応援団に正式に参加、高3になると外野席の応援リーダーとして「お立ち台」に上がらせてもらうようになった。応援団所属はその2年間のみであったが、それ以来現在の福岡ソフトバンクホークスの熱狂的なファンであり、時折芸人仲間や自身の子供らと球場の外野席で観戦している。後年、ホークス福岡移転30周年時には、『いざゆけ若鷹軍団（WE=KYUSHUバージョン）』に出演した。
また高校時代には、当時福岡のローカルタレントとして活躍していた博多華丸・大吉の追っかけもしていた。卒業後、東京アナウンス学院「お笑いタレント科」に進学。土田晃之は専門学校時代の先輩、落語家の立川こしらは同級生、はなわは後輩に当たる。「ラ☆パニック」というコンビ（相方は元・粋なりの鈴木達也、1998年解散）のツッコミ役として芸能界デビュー。
2000年、タモリに扮したコージー冨田と組んでの活動でブレイクし、2001年発表の第38回ゴールデン・アロー賞ではコージーとともに芸能新人賞の候補に挙げられたが、「各賞1組ずつ受賞、音楽新人賞のみ3組受賞」というルールがあったため、芸能新人賞はコージーが受賞した。
2006年12月15日に行われた全日本プロレスのファン感謝デー興行では、蝶野正洋に扮して天山広吉とタッグを組み、武藤敬司・神奈月の「ダブル武藤」組と本物のプロレスの試合を行った。試合には敗れたものの、マイクパフォーマンスと物真似の数々を披露した。
2008年夏、TUBEのコンサートにサプライズゲストとしてよばれ、前田亘輝に変わって歌を披露した。元々TUBEのメンバーが、原口が出演するものまね番組を見て、前田の口パクをしているように思えたことがきっかけ。
2009年9月12日、大塚愛のバースデーライブにスペシャルゲストとして招待される。しかし最後にステージに上がり用意されたドッキリ落とし穴の犠牲となる。これは大塚とバンドメンバーを中心とした大塚チームにドッキリ企画の学力検定を2回にわたり仕掛けたことの復讐だった。
2010年1月17日、ブログで福下恵美と結婚を前提とした交際中であることを発表。同年3月14日に婚姻届を提出した。
2011年2月14日、予定日よりも2週間ほど早く、第一子となる男児が誕生した。
2011年2月22日、北九州市観光大使に就任。
2013年6月7日、第二子となる次男が誕生。
2014年6月4日、第33回 ベスト・ファーザー イエローリボン賞芸能部門 受賞。
2015年5月1日、立命館大学産業社会学部専門特殊講義II「エンタテインメント・ビジネス産業論」2015年度大学コンソーシアム京都単位互換科目 音楽関連団体共同寄附講座の特別講師を務める。講義テーマは「演者側からのエンタテインメント」。（聴講生は約500名）
2015年9月2日、第三子となる三男が誕生。
2018年6月1日、第四子となる四男が誕生。
2020年10月18日、イクメンオブザイヤー2020 イクメンものまね芸人部門 受賞。
渋谷警察署から依頼を受け、2021年10月11日～20日まで開催の全国地域安全運動に、ものまね音声で防犯広報活動に参加した。
2022年12月31日、逃走中お台場大決戦に逃走者として出演した。しかし、残り7分34秒のところで、歩きスマホでハンターに気づかず、気づいたあとも一歩も歩けず確保。この捕まり方がSNSで話題になった。

## 人物
父は元陸上自衛隊の自衛官。退官後も爆発物処理に携わっていて、原口を爆破技師の仕事場に誘ったこともある。
代表的なものまねは明石家さんまで、出川哲朗からは「さんちゃま」と呼ばれている。但し、一番最初に披露したのは「ヒロシのネタをやるヒロミ」であまり受けなかった。
芸人仲間から番組のシミュレーションを頼まれることが有る。
豊富なものまねレパートリーを生かし、テレビ番組の再現VTRに出演する機会も多い。
普段からランニングやジムなどで体を鍛えているといい、『最強の男は誰だ!壮絶筋肉バトル!!スポーツマンNo.1決定戦』に2回出場し、QUICK MUSCLE（3分間腕立て伏せ）で100回の記録を残した。
20年来のプロレスファンでもある。
酒井法子の大ファンで、先述のホークス応援団所属時、平和台球場での試合応援より酒井のコンサート参加を優先させたことがあったほどであった。
自動車免許はオートマチック限定免許を取得している。
矢部浩之が中心の「矢部会」なるグループの一員であり、矢部を「兄様（にいさま）」と呼ぶ。

## ものまねレパートリー
男性芸人とミュージシャンが中心である。
2020年6月6日、自身のYouTubeチャンネル「原口あきまちゃんねる」で生配信を行い、Wikipediaに記されていた142のレパートリーを全て検証し、さらに新ネタを追加。公式レパートリーは200個を発表した。
- 明石家さんま
- ASKA
- 阿藤快
- あばれる君
- 阿部寛
- アンタッチャブル
- アントニオ猪木
- 飯尾和樹
- いかりや長介
- IKKO
- 石田明
- 石田純一
- 伊東四朗
- 稲川淳二
- 今田耕司
- 市川猿之助
- ウド鈴木
- 江頭2:50
- 柄本明
- 及川光博
- 大泉洋
- 大江千里
- 大木こだま・ひびき
- 大友康平
- 大橋卓弥
- オードリー
- 岡田圭右
- 尾形貴弘
- おすぎ
- 織田裕二
- 尾上松也
- 鬼越トマホーク
- 緒方賢一
- 香川照之
- 影山ヒロノブ
- 筧利夫
- 籠池佳茂
- 勝俣州和
- 加藤一二三
- 門倉貴史
- 金本浩二
- KABA.ちゃん
- 川平慈英
- 川藤幸三
- GACKT
- 神谷明
- 岸谷五朗
- 岸部四郎
- 北島康介
- 北村総一朗
- 桐谷健太
- 北島三郎
- クリス松村
- 桑田佳祐
- 具志堅用高
- ケンドーコバヤシ
- 研ナオコ
- 劇団ひとり
- 極楽とんぼ
- 昴生
- 甲本ヒロト
- 小堺一機
- 越中詩郎
- 小峠英二
- 小林直己
- 小日向文世
- コブクロ
- 小宮浩信
- 小室哲哉
- 小籔千豊
- コロッケ
- 後藤拓実
- 小山力也
- ココリコ
- 斉藤慎二
- 堺正章
- 坂上忍
- 佐久間宣行
- さまぁ〜ず
- 桜井和寿
- さだまさし
- SAM
- 澤口俊之
- サンプラザ中野くん
- 堺雅人
- 渋川清彦
- 篠原信一
- 志村けん
- 獣神サンダー・ライガー
- 松陰寺太勇
- 湘南乃風
- 笑福亭鶴光
- 笑福亭笑瓶
- 笑福亭鶴瓶
- ジーコ
- 鈴木雅之
- スピードワゴン
- 関根勤
- 瀬尻稜
- ターザン山本
- 高田純次
- 高橋ジョージ
- 滝藤賢一
- 武田邦彦
- 武田鉄矢
- 武豊
- 達川光男
- 田中邦衛
- 田中要次
- 玉置浩二
- 田村淳
- 田村正和
- DAIGO
- 滝口順平
- 千鳥
- 千原ジュニア
- 長州小力
- 蝶野正洋
- チョコレートプラネット
- 月亭方正
- 辻よしなり
- 辻岡義堂
- 津田篤宏
- 土田晃之
- つるの剛士
- つんく♂
- TIM
- 寺門ジモン
- TERU
- 天龍源一郎
- 出川哲朗
- テレンス・リー
- 所ジョージ
- トム・ホーバス
- とんねるず
- 中居正広
- 中尾彬
- 中岡創一
- 中島誠之助
- 中村耕一
- 中山秀征
- 長渕剛
- なすび
- 西田敏行
- ネプチューン
- 野村克也
- 博多華丸
- 長谷川雅紀
- はなわ
- ハリウッドザコシショウ
- 爆笑問題
- 板東英二
- 羽生結弦
- HIKAKIN
- 東国原英夫
- 東野幸治
- 久本雅美
- 日村勇紀
- 氷室京介
- 平泉成
- ヒロシ
- ヒロミ
- ビートたけし
- ビビる大木
- ピーコ
- 福山雅治
- 藤岡弘、
- 藤本敏史
- 藤森慎吾
- フットボールアワー
- ほいけんた
- 布袋寅泰
- ボビー・オロゴン
- 本田博太郎
- ほんこん
- 前田亘輝
- マサ斉藤
- 松岡修造
- マツコ・デラックス
- 松任谷正隆
- 松村邦洋
- 松山千春
- 的場浩司
- 益岡徹
- 水溜りボンド
- 宮川大輔
- 宮迫博之
- みやぞん
- 村上信五
- 武藤敬司
- 森田哲矢
- 森重樹一
- 森友嵐士
- 森本レオ
- 安田大サーカス
- 柳沢慎吾
- 柳葉敏郎
- 矢部浩之
- 八奈見乗児
- 山里亮太
- 山崎まさよし
- 山崎銀之丞
- 山寺宏一
- ユースケ・サンタマリア
- 吉村崇
- ヨネスケ
- ラッシャー板前
- ラッシャー木村
- ラモス瑠偉
- 渡部陽一

## 出演

### テレビ
現在の出演番組
- 開運!なんでも鑑定団（2012年7月10日 - 、テレビ東京）
- ドデスカ！ドようびデス。（メ～テレ）
- ギア探（2020年10月 - ALBA TV）

過去の出演番組
- ごごナマ（NHK総合）
- 三枝一座がやってきた!（NHK BS2）
- ものまねバトル（1996年 - 2009年、日本テレビ）- レギュラー出演
- ものまねグランプリ（日本テレビ）2009年 - 2017年（レギュラー出演）ザ・トーナメント11・12年で優勝し番組初の2連覇を達成した。09・14年第3位、13年第7位。
- メレンゲの気持ち（日本テレビ）
- 午後は○○おもいッきりテレビ（日本テレビ）
- スター☆ドラフト会議（日本テレビ） - 準レギュラー
- 情報ドラマチック もくげき!（TBS）
- ものまね王座決定戦（2014年12月12日・2015年12月11日・2016年11月25日、フジテレビ）- ’16年決勝進出。
- とんねるずのみなさんのおかげでした（フジテレビ）- 「2億4千万のものまねメドレー選手権」の常連出演者であり、何度か大トリを務めている。
- 銭形金太郎（テレビ朝日）
- アメトーーク!（テレビ朝日）
- 内村プロデュース（テレビ朝日）
- TVチャンピオン2（テレビ東京）
- OUT★PUT（2005年4月 - 2006年3月、テレビ東京）
- 厳選！いい宿（テレビ東京）
- ものまね芸人151人がガチで選んだいま本当にスゴい！ものまねランキング（2021年1月2日、テレビ東京）
- ものまねのプロ215人がガチで選んだ本当にスゴい！ものまね芸人ランキング（2021年5月27日、テレビ東京）
- ものまね芸人151人がガチで選んだいま本当にスゴい!ものまねランキング2022（2022年1月2日、テレビ東京）
- ものまねのプロ152人がガチで選んだ本当に似てる！“歌ものまね”ランキング（2022年8月11日、テレビ東京）
- ものまね芸人216人がガチで選んだいま本当にスゴい！ものまねランキング2023（2023年1月1日、テレビ東京）
- 原口あきまさの今がぱちドキッ!（TOKYO MX）
- ひるキュン!（TOKYO MX、2017年4月 - ）- 月曜MC
- そこツボ（2010年4月 - 2011年3月、千葉テレビ放送、TOKYO MX）
- そこウサ（2011年4月 - 2012年12月、千葉テレビ放送、TOKYO MX）
- ひるたま「読売ツゥ!」（テレビ埼玉）
- ナイトシャッフル（FBS福岡放送）
- めんたいワイド（FBS福岡放送）
- クロ女子白書（FBS福岡放送）　ゲストとしては最多出演
- 福岡こだわり酒場（FBS福岡放送）
- 原口・はなわの踊る!すまいる大御殿（RKB毎日放送）
- 九州青春銀行（RKB毎日放送制作、2006年7月 - 2009年3月）
- MTM（RKB毎日放送制作・毎日放送）
- ポジTV（RKB毎日放送）
- 原口あきまさの福岡耳よりTV "ふくみみ"（TVQ九州放送）
- たかじん胸いっぱい（関西テレビ放送）準レギュラー
- さんまのまんまのまんま（関西テレビ放送）番宣番組。不定期で放送されていた。
- えらばん（テレビ大阪※番組放送局）
- 今夜もハッスル（サンテレビジョン）
- 海においでよ!（テレビ愛知）
- パチスロ挑戦記～限界突破～（テレビ愛知）
- ダベり場（2006年9月 - 2008年12月、ShowTime）
- ダベれ場（GyaO・ShowTime、2009年1月 - ）
- 告っちゃ!（2007年5月 - 2009年8月、GyaOジョッキー）
- ケイダッシュステージの殴るなら殴れ!!（2011年7月20日開始、ニコジョッキー） #99ほか
- モンド21的　原口あきまさ塾（MONDO TV）
- 真夜中のおバカ騒ぎ!（2013年4月 - 2023年4月、TOKYO MX・千葉テレビ放送）- メインMC
- デルサタ（メ～テレ）

### テレビドラマ
- 特命係長 只野仁（2ndシーズン）（テレビ朝日）「ニセ只野」で主人公只野（高橋克典）の偽者役（平田一生役）で出演。
- サプリ（フジテレビ）コピーライターの松井良英役で出演。
- キャバすか学園 （2016年10月30日-、日本テレビ)
- 連続テレビ小説（NHK）
  - 半分、青い。 第16回（2018年4月19日）- テレビ番組の声役で出演[18]。
  - おむすび（2024年後期放送予定） - 草野誠也 役[19]
- 1回表のウラ (2023年3月4日 - 25日、テレビ西日本）[20]

### ラジオ
- JUNK2 原口・はなわの角っ歯!（TBSラジオ）
- 原口あきまさとはなわのぐるぐるロック（エフエム福岡）
- 東京REMIX族（J-WAVE）聞き役
- 高田純次 日曜 テキトォールノ（文化放送）2017年1日1日　高田純次の代役として出演した[21]。
- 東野幸治のホンモノラジオ（ABCラジオ）2022年2月18日　東野幸治の代役として出演した。

### 映画
- 日掛け金融地獄伝 こまねずみ常次朗 / ～悪徳金融死すべし～（2006年） - ナビゲーター
- AXION（2008年）
- 特命係長 只野仁 最後の劇場版（2008年） - カメオ出演
- 20世紀少年 最終章 ぼくらの旗（2009年） - コンサートの客
- いぬばか（2009年）
- 巫女っちゃけん。（2018年）
- 9 〜ナイン〜（2018年2月17日、 MIRAI PICTURES JAPAN） - 釘咲陽三 役[22]

### ライブ
- 我夢謝裸　35歳の時まで毎年開催していた単独ライブ。

- スペシャルものまねライブ「変人」

　2012年　原口あきまさが、ものまね業界の更なる活性化を目的に立ち上げた。同年ホリと初ライブを行う。
　2013年　山本高広、ミラクルひかるが参加。
　以降毎年全国ツアーを開催し、ものまねライブとしては異例の集客を記録する。

### DVD
- 原口あきまさの「ネタじゃないから！」　2006年
- 原口あきまさの波乱万場　～Life of Comedians～　2008年
- 原口あきまさの波乱万場2　～Life of Comedians～　2009年

### プロモーションビデオ
- はなわ「佐賀県」、「伝説の男 〜ビバ・ガッツ〜」、「雪国もやしの唄」

### 声優・吹き替え
- 聖石傳説（2002年、非善類）
- デジモンセイバーズ（2006年、ボンバーナニモン）
- レイトン教授と最後の時間旅行（2008年、3号）
- 空中ブランコ（2009年、司会者）
- それいけ!アンパンマン だだんだんとふたごの星（2009年、ジャイアントだだんだん）
- 龍が如く 維新!（2014年、原口）

### CM
- ファミリー引越センター （2012-2021年）

### WEB
- 明治製菓 web-CM「明治手作り女子学園」 特別講師役　2011年2月11日 - 14日
- 邪道だらけの夜の大運動会2018（AbemaTV AbemaSPECIAL2）2018年4月30日[23] - 5月1日
- チャンスの時間（ABEMA）2022年1月23日　※鼻くそ食べちゃうモノマネ選手権